# Oberea angolensis
Oberea angolensis là một loài bọ cánh cứng trong họ Cerambycidae.